# Estrada da Cerveja da Francônia
A Estrada da Cerveja da Francônia (em alemão: Fränkische Bierstraße) é uma estrada turística da Alemanha, que partindo de Bayreuth passa pelos distritos de Bayreuth, Kulmbach, Lichtenfels, Bamberg (distrito) e Forchheim, onde chega bem próximo à Estrada da Cerveja de Aischgrund.

## Topografia
De Bayreuth até Poxdorf, no distrito de Forchheim, a diferença de altura é 62 m. De Kulmbach até Bamberg, que é a maior parte do percurso, a estrada margeia o rio Meno.

## Percurso
Não existe uma definição exata da Estrada da Cerveja, portanto o melhor é orientar-se pelas localidades de Bayreuth, Kulmbach, Lichtenfels e Bamberg. Além disso vale a pena também uma visita aos distritos de Kronach e Coburg, pois adicionalmente às 169 cervejarias da Francônia Superior existem cerca de 50 a 100 outras pequenas cervejarias, a maior parte das quais produzem cerveja somente para o consumo local, algumas com tipos raros de cerveja.

## Atrações turísticas
Existem ao longo da Estrada da Cerveja quatro museus dedicados ao assunto cerveja:
- Maisels´s Brauerei- & Büttnerei-Museum (Bayreuth)
- Bayerisches Brauerei- und Bäckereimuseum Kulmbach e.V. (Kulmbach)
- Museu francônio da cerveja de Bamberg (Bamberg)
- Bruckmayers Urbräu/Fränkisches Wirtshaus (Poxdorf).

Além disso um pouco mais distante, em Weißenbrunn, no distrito de Kronach, existe o Brauer- und Büttner- Museum Weißenbrunn, onde um grupo de 12 ou mais pessoas podem aprender a fazer cerveja, recebendo o diploma de cervejeiro hobbysta (Hobbybraudiplom).
Cervejas especiais são por exemplo a Rauchbier (cerveja defumada), internacionalmente conhecida, bem como a Steinbier (cerveja da pedra), produzida por muito poucas cervejarias da Europa.